# Dominic Jelfs
Dominic Jelfs (* 31. März 1990 in Redditch, Vereinigtes Königreich) ist ein irischer Straßenradrennfahrer.
Dominic Jelfs wurde 2010 in Sligo irischer Vizemeister im Straßenrennen der U23-Klasse hinter dem Sieger Sam Bennett. In der Saison 2012 gewann er als Mitglied der Mannschaft Velo29-OTR-Vankru die fünfte Etappe der Tour of Bulgaria nach Burgas. Seit 2013 fährt Jelfs für das britische Continental Team Madison Genesis.

## Erfolge
2012
- eine Etappe Tour of Bulgaria

## Teams
- 2012 Velo29-OTR-Vankru
- 2013 Madison Genesis